# フランカ・ビアンコニ
フランカ・アンナ・ビアンコニ（イタリア語：Franca Anna Bianconi、1962年3月3日 - ）は、イタリア、ミラノ出身の元フィギュアスケート選手（女子シングル）。レークプラシッドオリンピックイタリア代表。
現在はフィギュアスケートのコーチを務める傍ら、解説者としても活動している。ステファニア・ベルトン、オンドレイ・ホタレック、ロベルタ・ロデギエーロ、ヴァレンティーナ・マルケイ等のコーチを務めた。

## 主な戦績
| 大会/年      | 1976-77 | 1977-78 | 1978-79 | 1979-80 | 1980-81 |
| ------------ | ------- | ------- | ------- | ------- | ------- |
| オリンピック |         |         |         | 19      |         |
| 世界選手権   | 19      |         | 24      |         | 17      |
| 欧州選手権   | 18      | 18      | 23      |         | 17      |